# Joan Samson
Joan Samson (Pennsilvània, 1937- Cambridge, 1976) fou una escriptora estatunidenca. La seva única novel·la publicada va ser El subhastador, que aparegué poc abans de morir de càncer cerebral.
El subhastador, publicada el 1976, es descriu com una història que voreja l'horror, una història sobre com una comunitat és destrossada per una sola persona. S'ha traduït al català, al castellà, a l'holandès i a l'italià. Es considera una de les novel·les de terror més venudes de la dècada de 1970, amb més d'un milió de còpies venudes.

## Obres
- Watching the New Baby (1974)
- El subhastador (The Auctioneer, 1976)